# Kalmiuske
Kalmiuske (en ucraniano: Кальміуське; en ruso: Кальмиусское, romanizado: Kálmiuskoye) es una ciudad ucraniana perteneciente al óblast de Donetsk. Situada en el este del país, es el centro del raión de Kalmiuske y también del municipio (hromada) homónimo. Durante la era soviética y hasta 2016, cuando se cambió su denominación de acuerdo con las leyes de descomunización de Ucrania, se llamaba Komsomolske (en ucraniano: Комсомольське; en ruso: Комсомольское, romanizado: Komsomólskoye). 
La ciudad se encuentra ocupada por Rusia desde la guerra del Dombás, siendo administrada como parte de la de facto República Popular de Donetsk y luego ilegalmente integrada en Rusia como parte de la República Popular de Donetsk rusa.

## Geografía
Kalmiuske está a orillas del río Kalmius, unos 42 kilómetros al sureste de Donetsk. 

## Historia
La localidad de Kalmiuske fue creado en 1933 a partir del asentamiento ferroviario Karakubbud (en ucraniano: Каракуббуд) y se llamó Karakubstroy (en ucraniano: Каракубстрой) hasta que se le cambió el nombre en 1949. Kalmiuske obtuvo el estatus de comuna de tipo urbano en octubre de 1938.
Durante la Segunda Guerra Mundial, Kalmiuske fue liberada de la ocupación alemana el 11 de septiembre de 1943. 
El asentamiento fue rebautizado como Komsomolskoye en 1949 en homenaje a la Komsomol. Komsomoske obtuvo el estatus de ciudad en 1956. El lugar creció muy rápidamente debido a sus grandes canteras de piedra caliza. En 1971, la población aquí trabajaba principalmente en la extracción piedra caliza fundente. También estuvieron allí empresas de la industria de alimentos y una escuela técnica industrial
A partir de mediados de abril de 2014, los separatistas prorrusos capturaron varias ciudades en el óblast de Donetsk durante el comienzo de la guerra del Dombás, incluido Komsomolske. Según los informes, el 29 de agosto de 2014, las fuerzas ucranianas retomaron la ciudad de los separatistas prorrusos. Sin embargo, dos días más tarde el 31 de agosto fue reconquistada por los separatistas.

## Demografía
La evolución de la población entre 1939 y 2022 fue la siguiente:
| 5511                                                          | 15 428 | 15 698 | 14 665 | 14 112 | 12 813 | 12 471 | 11 909 | 11 763 | 11 582 | 11 499 | 11 422 |
| (Fuente: Cities & Towns of Ukraine y UKRAINE: Größere Städte) |        |        |        |        |        |        |        |        |        |        |        |

Según el censo de 2001, la lengua materna de la mayoría de los habitantes, el 91,47%, es el ruso; del 8,09% es el ucraniano.

## Infraestructura

### Transporte
Kalmiuske cuenta con una estación de trenes, donde termina la línea Ilovaisk-Taganrog que conecta con Kuteinikove. La carretera T-0508 también pasa por aquí.

## Cultura

### Deporte
La ciudad cuenta con el estadio Gornyak, donde el Shajtar Donetsk jugó varios partidos como local en el Campeonato de Ucrania en 1994. Además, el club de fútbol Metallurj de Komsomolsk, que jugó en la segunda liga de Ucrania en la temporada 1997-1998.

## Galería

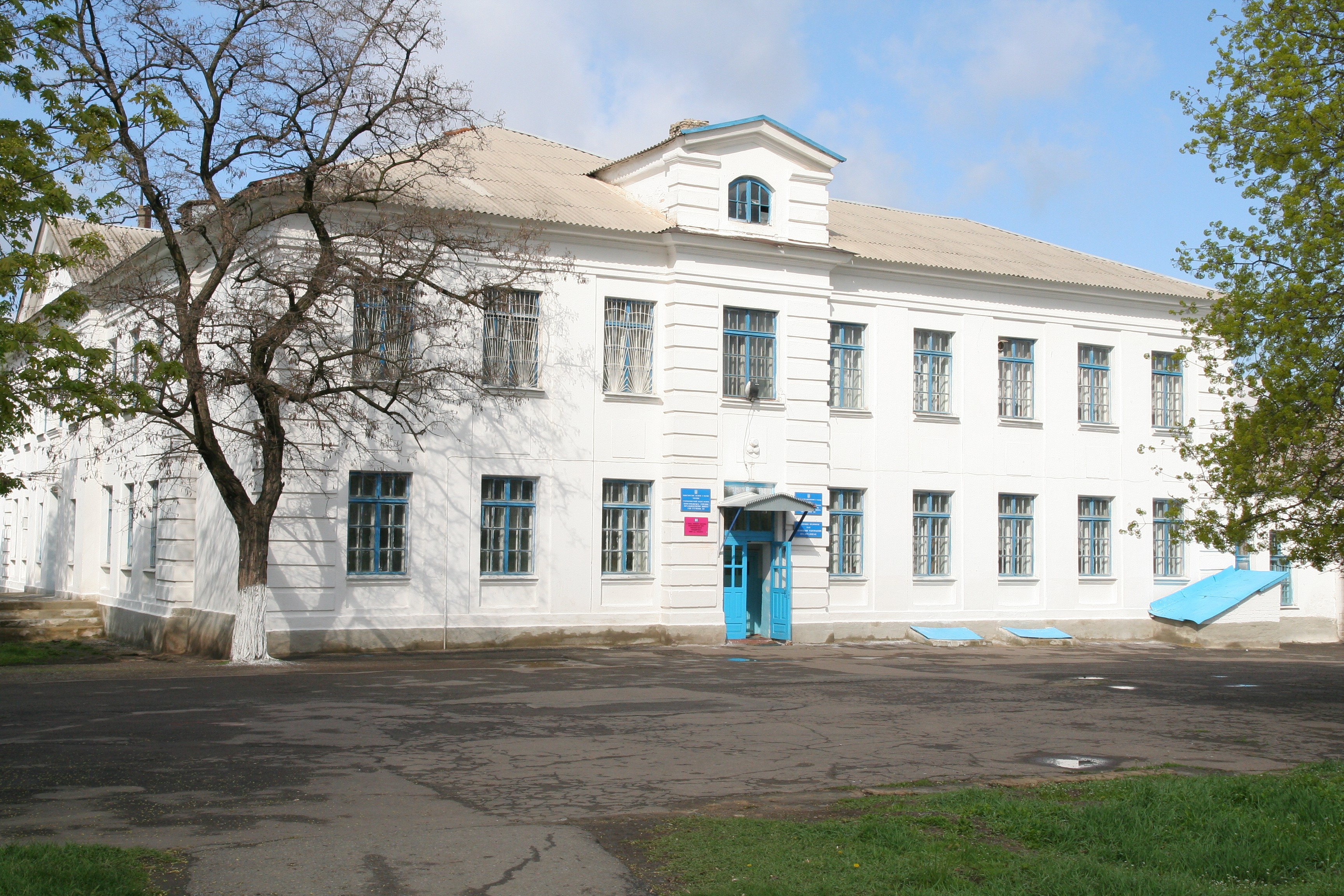
Escuela nº5 en Kalmiuske
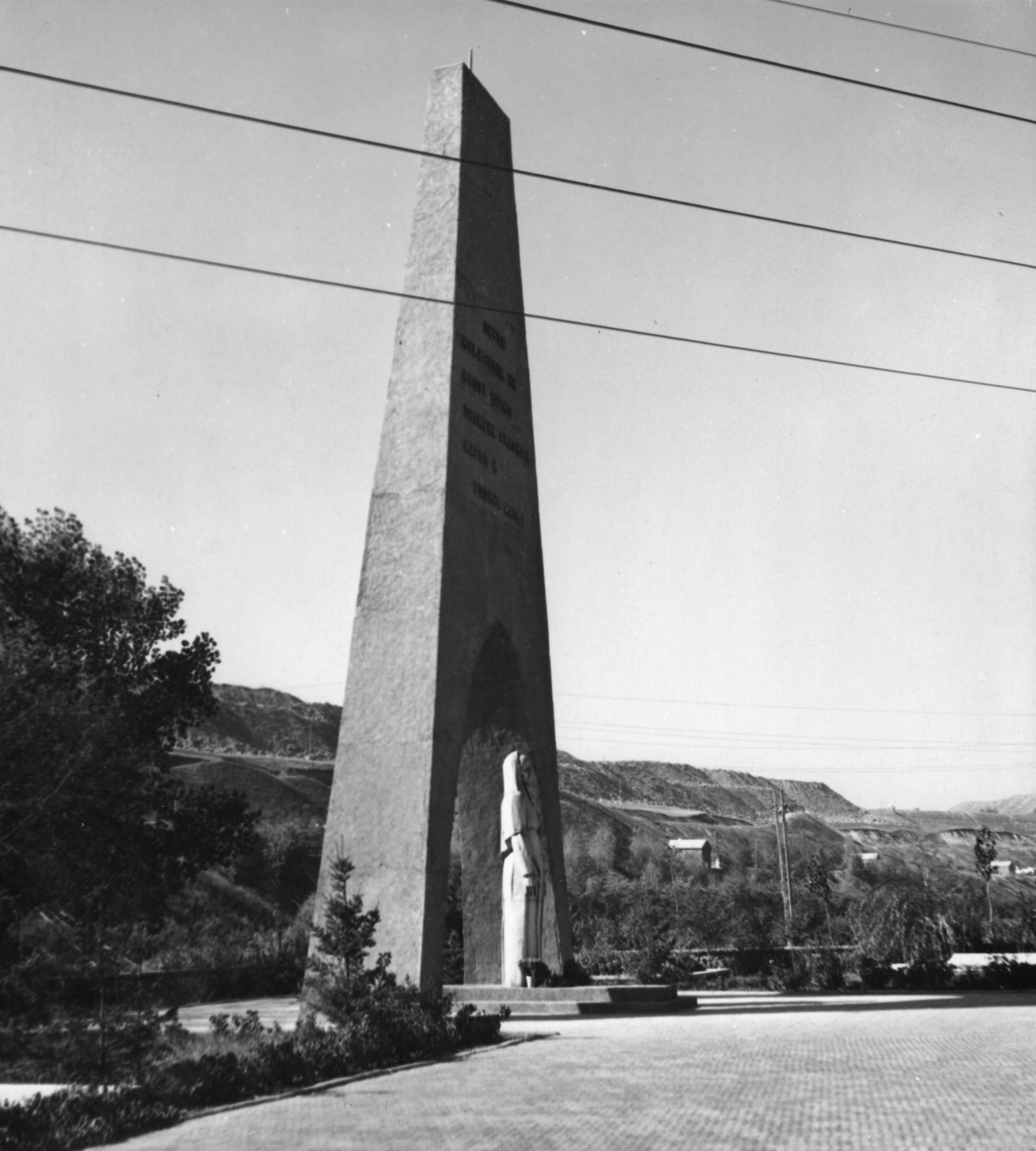
Memorial soviético de la Segunda Guerra Mundial
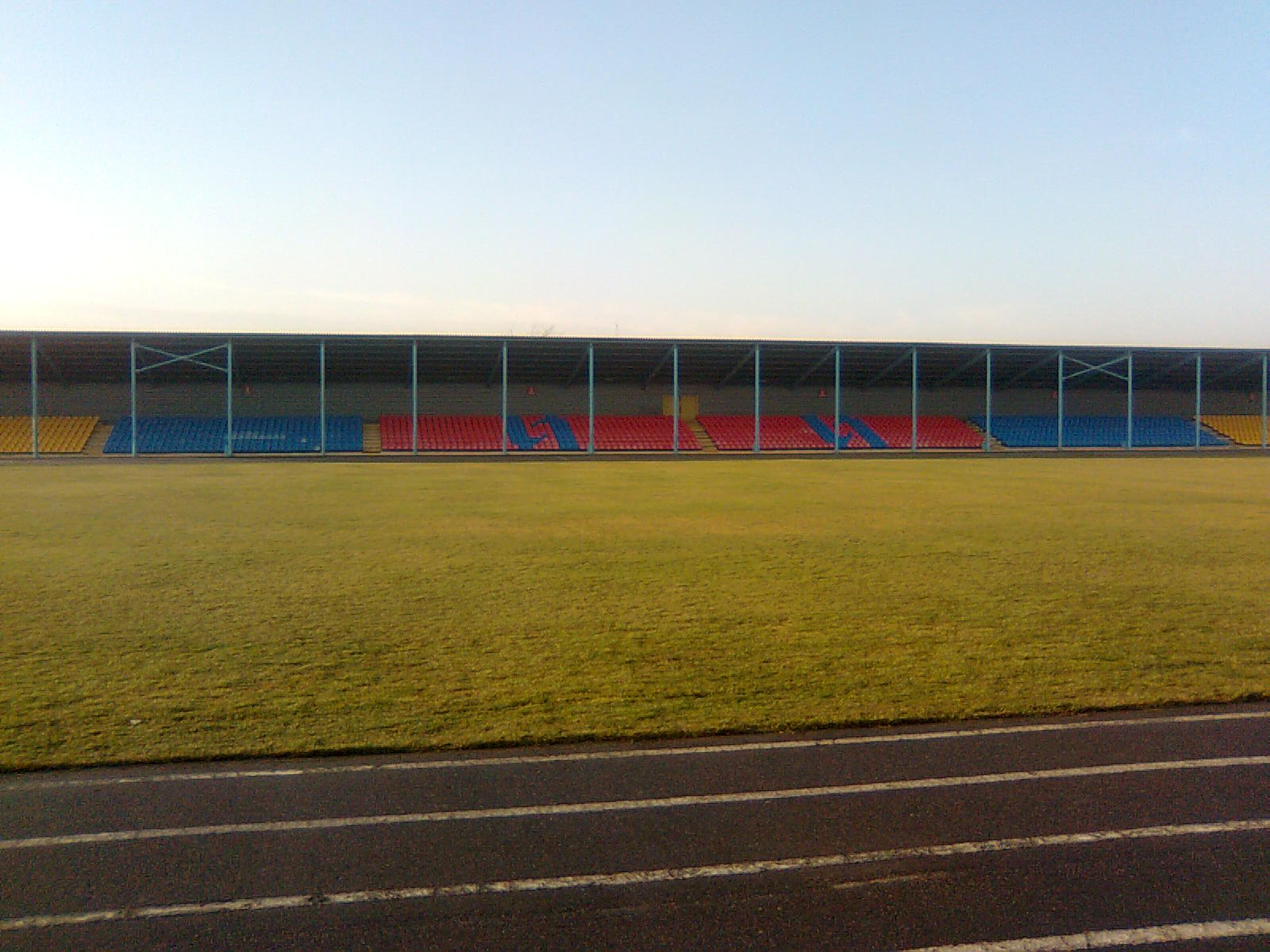
Estadio Metalurj